# Sikora żółtobrzucha
Sikora żółtobrzucha (Pardaliparus venustulus) – gatunek niewielkiego ptaka z rodziny sikor (Paridae), zamieszkujący wschodnie i centralne Chiny. Zalatuje do Korei. Dość liczny na swoim obszarze występowania, w okresie niegodowym często widziany w dużych wielogatunkowych stadach ptaków. W większości osiadły, część populacji poza sezonem lęgowym przemieszcza się na niższe wysokości. Nie jest zagrożony.

## Taksonomia
Gatunek monotypowy. Przez niektórych autorów umieszczany jest w rodzaju Periparus.

## Morfologia
Wygląd zewnętrznyRóżnice w ubarwieniu są widoczne pomiędzy płciami, jak i pomiędzy dorosłymi i niedojrzałymi ptakami. Samce mają czarne głowy z białymi policzkami i białą plamą na czubku głowy, jaskrawożółte pierś i podbrzusze. Wierzch ciała, skrzydła i charakterystycznie krótki ogon są czarnoniebieskie z białymi szlaczkami. Ubarwienie u samców jest bardziej jaskrawe w okresie godowym przypadającym na wiosnę. Głowy samic są zielonożółte z białymi policzkami. Wierzch ciała, skrzydła i charakterystycznie krótki ogon samice też mają koloru zielonożółtego z jaśniejszymi szlaczkami. Pierś i podbrzusze są żółtozielone.
Rozmiarydługość ciała 10–11 cm
Masa ciała9–12,5 g

## Środowisko
Lasy wyżynne i górskie. Zamieszkuje także okolice ludzkich osiedli, jeśli dostępne są drzewa potrzebne do gnieżdżenia się. 

## Pożywienie
W większość owady i ich larwy, czasem owoce. Robi zapasy żywności.

## Lęgi
GniazdoGnieździ się w naturalnych wgłębieniach w drzewach.
Jaja i wysiadywanieSamica składa od pięciu do siedmiu jaj w maju lub czerwcu. Jaja wysiaduje około 12 dni.
PisklętaMłode opuszczają gniazdo po 16–17 dniach.

## Status
W Czerwonej księdze gatunków zagrożonych IUCN sikora żółtobrzucha klasyfikowana jest jako gatunek najmniejszej troski (LC, Least Concern). Liczebność populacji nie została oszacowana, ale ptak ten opisywany jest jako lokalnie pospolity. Trend liczebności populacji oceniany jest jako spadkowy ze względu na postępujące niszczenie siedlisk.